# Noelia Bouzo Zanotti
Noelia Bouzo Zanotti (* 6. September 1999) ist eine spanische Tennisspielerin.

## Karriere
Bouzo Zanotti begann mit fünf Jahren das Tennisspielen und bevorzugt Sandplätze. Sie spielt vor allem auf der ITF Women’s World Tennis Tour und konnte dort bislang einen Einzeltitel und zehn Titel im Doppel gewinnen.

## Turniersiege

### Einzel
| Nr. | Datum         | Turnier  | Kategorie | Belag     | Finalgegnerin     | Ergebnis |
| --- | ------------- | -------- | --------- | --------- | ----------------- | -------- |
| 1.  | 2. April 2023 | Monastir | ITF W15   | Hartplatz | Elena Milovanović | 6:3, 6:1 |

### Doppel
| Nr. | Datum              | Turnier               | Kategorie   | Belag     | Partnerin                  | Finalgegnerinnen                                       | Ergebnis          |
| --- | ------------------ | --------------------- | ----------- | --------- | -------------------------- | ------------------------------------------------------ | ----------------- |
| 1.  | 1. Dezember 2013   | Nules                 | ITF $10.000 | Sand      | Inès Ibbou                 | Maria del Rosario Canero Perez Maria Jose Luque Moreno | 7:5, 6:4          |
| 2.  | 20. November 2015  | Castellon             | ITF $10.000 | Sand      | Olga Sáez Larra            | Oleksandra Koraschwili Ioana Loredana Roșca            | 6:3, 7:5          |
| 3.  | 18. November 2017  | Benicarlo             | ITF $15.000 | Sand      | Ángeles Moreno Barranquero | Cristina Bucșa Elixane Lechemia                        | 6:3, 6:4          |
| 4.  | 12. August 2018    | Sezze                 | ITF $15.000 | Sand      | Ángela Fita Boluda         | Costanza Traversi Aurora Zantedeschi                   | 6:3, 6:1          |
| 5.  | 15. Juni 2019      | Tabarka               | ITF W15     | Sand      | Noelia Zeballos            | Marija Marfutina Anastassija Poplawska                 | 6:0, 6:3          |
| 6.  | 24. August 2019    | Tabarka               | ITF W15     | Sand      | Giulia Crescenzi           | Jekaterina Dmitritschenko Nina Rudjukowa               | 7:65, 6:3         |
| 7.  | 14. September 2019 | Ceuta                 | ITF W15     | Hartplatz | Ángeles Moreno Barranquero | Darja Mischina Jekaterina Schalimowa                   | 6:3, 1:6, [10:8]  |
| 8.  | 9. November 2019   | Iraklio               | ITF W15     | Sand      | Noelia Zeballos            | Lexie Stevens Draginja Vuković                         | 6:4, 5:7, [10:6]  |
| 9.  | 28. Mai 2022       | Iraklio               | ITF W15     | Sand      | Ani Wangelowa              | Elena Korokozidi Ellie Logotheti                       | 3:6, 6:4, [10:4]  |
| 10. | 5. November 2022   | Castellón de la Plana | ITF W15     | Sand      | Laura Böhner               | Inês Murta Chantal Sauvant                             | 7:63, 4:6, [10:7] |